# کرسکو (آیووا)
کرسکو (به انگلیسی: Cresco) شهری در ایالت آیووا کشور ایالات متحده آمریکا است که جمعیت آن در سرشماری سال ۲۰۱۰ میلادی، ۳٬۸۶۸ نفر بوده‌است.

## موقعیت جغرافیایی
موقعیت جغرافیایی شهرها و مناطق اطراف به شرح زیر است: